# Tarnkappenhubschrauber
Tarnkappenhubschrauber sind Hubschrauber, die nicht nur die Radar- und Infrarotsignatur minimieren, sondern auch besonders leise sein sollen.

## Funktionsweise

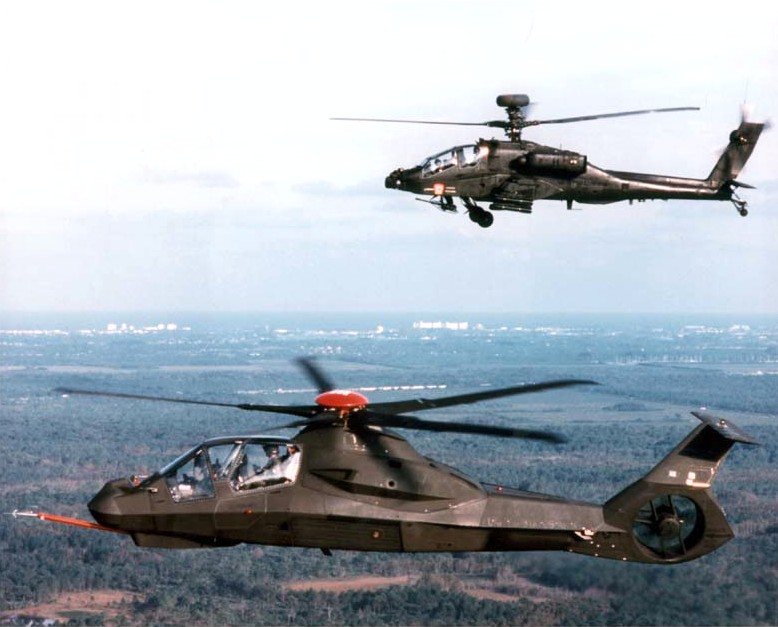
RAH-66 Comanche mit Tarnkappentechnik (vorne) und AH-64 Apache ohne Tarnkappen-Eigenschaften (hinten)

Während Tarnkappentechnik bei Flugzeugen schon lange in Serie produziert und eingesetzt wird, ist der Einsatz an Hubschraubern wesentlich schwieriger. Wichtige Elemente zur Reduzierung des Radarquerschnitts sind der Heckrotor und die verwendete Farbe. Durch Beschichtung mit einer 1,8 mm dicken radarabsorbierenden Farbschicht kann das reflektierte Radarsignal um bis zu 17,8 dB reduziert werden. Um Kosten und Gewicht einzusparen, ist es auch möglich, den Hubschrauber nur zonenweise mit radarabsorbierender Farbe zu beschichten, was einen ähnlichen Effekt erzielt wie eine vollständige Beschichtung. Mit neuer Blattspitzengeometrie kann sowohl der Radarquerschnitt als auch der Geräuschpegel gesenkt werden, ohne dass der Auftrieb negativ beeinflusst wird. Eine weitere Möglichkeit zur Lärmreduzierung ist der von McDonnell Douglas entwickelte NOTAR (no tail rotor). Hier wird auf dem Heckrotor verzichtet, welcher bei konventionellen Hubschraubern einen Großteil des Lärms verursacht. Beim RAH-66 Comanche ist beispielsweise der Radarquerschnitt 360-mal kleiner als beim AH-64 Apache.
Zur Reduzierung der Infrarotsignatur können die Abgase durch einen Infrarotsuppressor geleitet werden. Dieser funktioniert zum Beispiel durch Vormischung der Abgase mit Umgebungsluft, was die Infrarotsignatur um 99 % senken kann. Es gibt verschiedene Varianten von Mixern, die allerdings generell den Nachteil haben, dass der Luftwiderstand leicht erhöht wird.

## Geschichte
Während des Vietnamkriegs wurde Anfang der 1970er-Jahre unter der Bezeichnung The Quiet One ein Hughes OH-6 für Geheimoperationen modifiziert, der durch Lärmreduzierung erst spät erkennbar sein sollte. Im Vereinigten Königreich wurden zwischen 1984 und 1987 Entwürfe der Tarnkappen-Hubschrauber WG 44 bis WG 47 untersucht. Diese hätten einen facettenartigen Rumpf und zwei abgeschrägte Heckrotoren gehabt. 2004 stellte Boeing die Entwicklung des bis dahin 7 Milliarden US-Dollar teuren Tarnkappen-Hubschraubers RAH-66 Comanche ein. Bei der US-Operation zur Tötung Osama Bin Ladens 2011 musste ein Hubschrauber zurückgelassen werden. Auf Fotos des zerstörten UH-60 Black Hawk, die daraufhin auftauchten, wurden Tarnkappenelemente erkannt, was zur Vermutung führte, dass Boeing und Sikorsky das Projekt nach Einstellung weiter verfolgt haben könnten.

## Beispiele
- Boeing-Sikorsky RAH-66 Comanche[11]
- UH-60 Black Hawk[7]